# موسى الزومة
موسى الطيب النور والمعروف باسم موسى الزومة هو لاعب كرة قدم سوداني في مركز ظهير ‏، ولد في 15 يونيو 1984 في السودان. شارك مع منتخب السودان لكرة القدم. أما مع النوادي، فقد لعب مع نادي المريخ.

## وصلات خارجية
- موسى الطيب على موقع قاعدة بيانات كرة القدم.إي يو (الإنجليزية)
- موسى الطيب على موقع ناشيونال فوتبول تيمز (الإنجليزية)